# Marité
 (avril 2025).

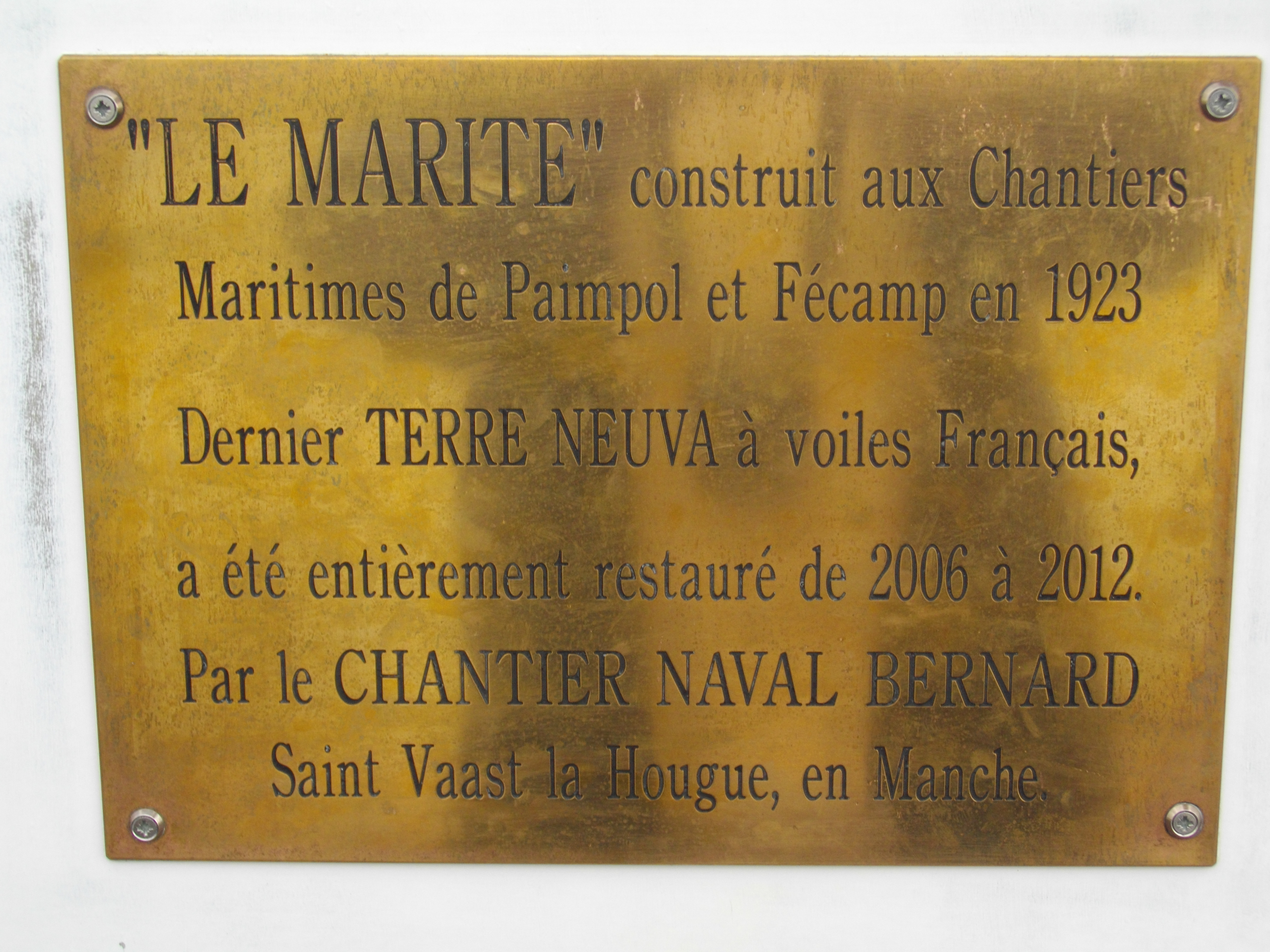
Plaque de cuivre fixée sur le Marité.

Le Marité est un morutier, trois-mâts goélette à hunier. Il a été construit en 1921 à Fécamp (Seine-Maritime), c'est aujourd'hui le dernier terre-neuvier français en état de navigation. Granville dans la Manche est désormais son port d’attache.

## Histoire

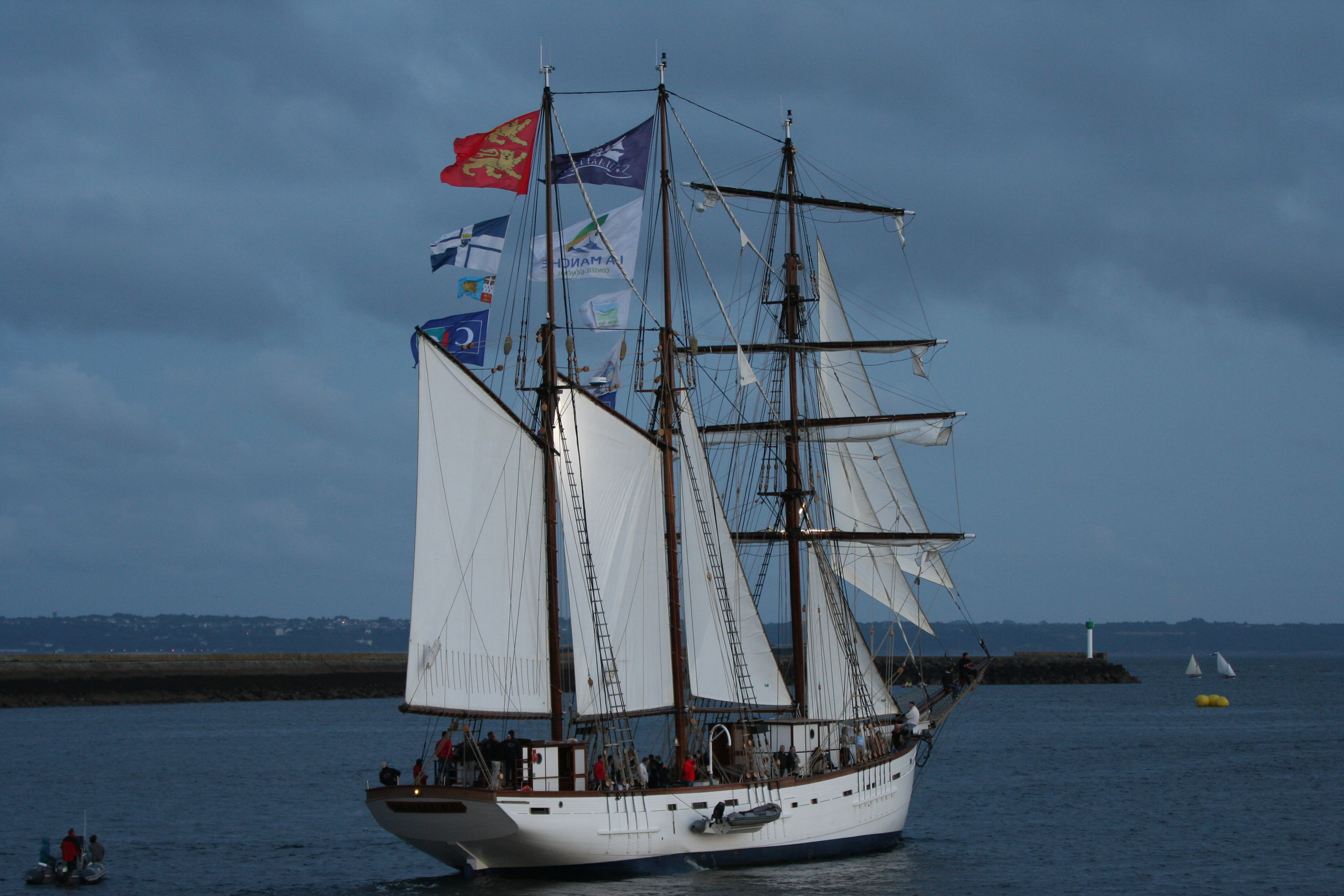
Le Marité lors de la parade nocturne des Tonnerres de Brest 2012.

Portant le diminutif de Marie-Thérèse Le Borgne, fille de l'armateur et marraine du bateau, le Marité est lancé le 24 juin 1923, à Fécamp. Il possède treize voiles et trois mâts d'un poids d'une tonne, surmontés d'un mât de flèche de onze mètres. Il a pratiqué la pêche à la morue sur les bancs de Terre-Neuve de 1924 à 1929. Lors des cinq campagnes morutières effectuées entre 1924 et 1929, le Marité a ramené entre 100 et 160 tonnes de morue à chaque campagne.
Il est ensuite racheté par un armateur danois et rejoint en 1930 le port de Esbjerg où il est modifié, avec une voilure réduite et la pose d'un moteur auxiliaire. Jusque vers 1935, il pratique la grande pêche entre les eaux d'Islande et du Groenland. Il pratique ensuite le cabotage entre les îles Féroé et le Danemark (charbon et toison de mouton).
Pendant la Seconde Guerre mondiale, il revient à la grande pêche pour ravitailler la Grande-Bretagne. En 1946, il est racheté et utilisé pour la pêche à la morue jusqu'en 1953. Il est revendu en 1954 et sa mâture est déposée. Transformé en bateau à moteur et classifié schooner en bois, il pratique la pêche au hareng, puis la crevette, et revient au cabotage en 1969. Désarmé cette même année, c'est en 1978 qu'une équipe de Suédois le rachète, et le remet en état alors qu'il était promis à la destruction. La mâture est modifiée et l'aménagement intérieur adapté à la croisière. En 1987, il est affecté à la croisière (son port d'attache est Stockholm). En 1992, il est rebaptisé Blå Marité af Pripps et remporte la course des grands voiliers.
Au début de l'année 1999, Jacques Chauveau, président de l'époque de l'association AMERAMI, apprend dans le cadre de ses recherches que le Marité est à vendre. Il en informe immédiatement Gérard d'Aboville, président de la Fondation du patrimoine maritime et fluvial, et les deux hommes entament alors une longue procédure de négociations.
Quatre ans plus tard, en 2003, un groupement d'intérêt public (GIP) français, Marité, constitué de plusieurs collectivités locales normandes (dont la ville de Rouen, la Communauté d'agglomération Seine-Eure, le conseil général de la Manche, le conseil régional de Haute-Normandie, la ville de Fécamp, et le conseil général de l'Eure) et présidé par Pierre Albertini, alors maire de Rouen, est créé et achète le Marité pour 1,6 million d'euros avant de lui faire regagner son nouveau port d'attache, Rouen. Il devient le temps d'une saison télévisuelle le plateau de l'émission Thalassa sur France 3, en allant de port en port français pour l'émission diffusée chaque semaine en direct.
À partir de janvier 2006, le Marité est en cale sèche à Cherbourg-Octeville dans la forme Napoléon pour d’importants travaux de rénovation. Après l'annonce du retrait du GIP à l'été 2008, des villes de Rouen et du département de l'Eure, mettant à mal la poursuite de la restauration, et le versement de 1,14 million d'euros pour solde de tout compte par la communauté de Rouen, un nouveau tour de table fut nécessaire pour finir les travaux de mise en flottabilité du bateau en avril 2009. Le président de la Communauté d'agglomération Seine-Eure, Franck Martin, devient président du GIP avec le soutien de Jean-François Le Grand, sénateur et président du Conseil général de la Manche. Franck Martin reprend ainsi en mains le dossier dont il avait été le principal animateur depuis décembre 1998 - période à laquelle il prenait contact avec les Suédois. Le voilier a ensuite été remorqué jusqu'à Saint-Vaast-la-Hougue par deux navires de pêche où les bas mâts seront mis en place, ainsi que la ligne d'arbre et le moteur. En 2011, le Marité rejoint Granville par ses propres moyens pour que des entreprises locales réalisent les  aménagements intérieurs, l'installation électrique, la finalisation du gréement et des voiles. L’objectif était d’être présent en 2012 aux festivités des Tonnerres de Brest.
Depuis 2012, le Marité embarque au départ du port de Granville pour des navigations touristiques et participatives dans la baie de Granville, dans l'archipel des îles Chausey ainsi qu'à Cancale. Le Marité est aussi présent lors des évènements nautiques majeurs tels que l’Armada 2013 à Rouen, la Transat Jacques Vabre au Havre, La Route du Rhum à Saint-Malo, l'Escale à Sète en 2016, Le Festival du chant de Marins à Paimpol, le Temps fête à Douarnenez, et présent à la première édition de  Lorient Océans  en 2022, du 7 au 10 juillet.
Après les années 2003 et 2019, il a participé à l'Armada de Rouen 2023,. Un autre terre-neuvier français navigue encore, sous pavillon italien : le Palinuro (ex Commandant Louis Richard), sister-ship du Lieutenant René Guillon, autre terre-neuvier désarmé en 1951 et vendu.

## Caractéristiques
- Trois-mâts goélette (à Hunier)
- Longueur hors-tout : 44,90 m
- Largeur hors-tout: 8,00 m
- Tirant d'air : 29,00 m
- Tirant d'eau : 3,60 m
- Surface des voiles : 650 m2, 16 voiles
- Déplacement : 209 tonnes
- Équipage : 6 hommes
- Moteur : 450 cv Diesel
- Coque et superstructures en bois
- Capacité en mer : 74 passagers
- Capacité à quai : Jusqu'à 120 personnes
- Capacité du carré : 80 personnes debout où 60 assises

## Photographies

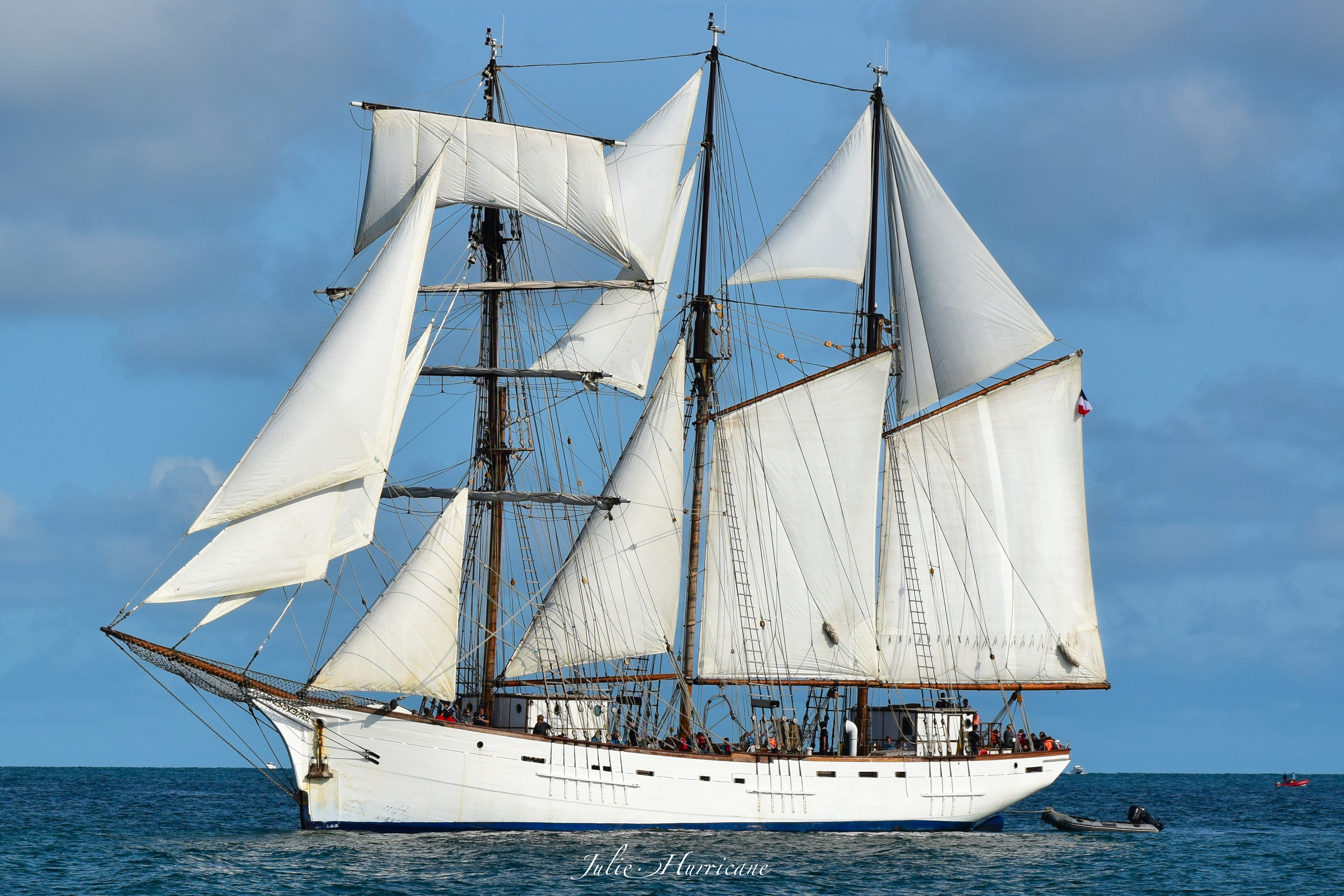
Parade à Granville, son port d'attache, lors du Festival des Voiles de Travail en 2017.
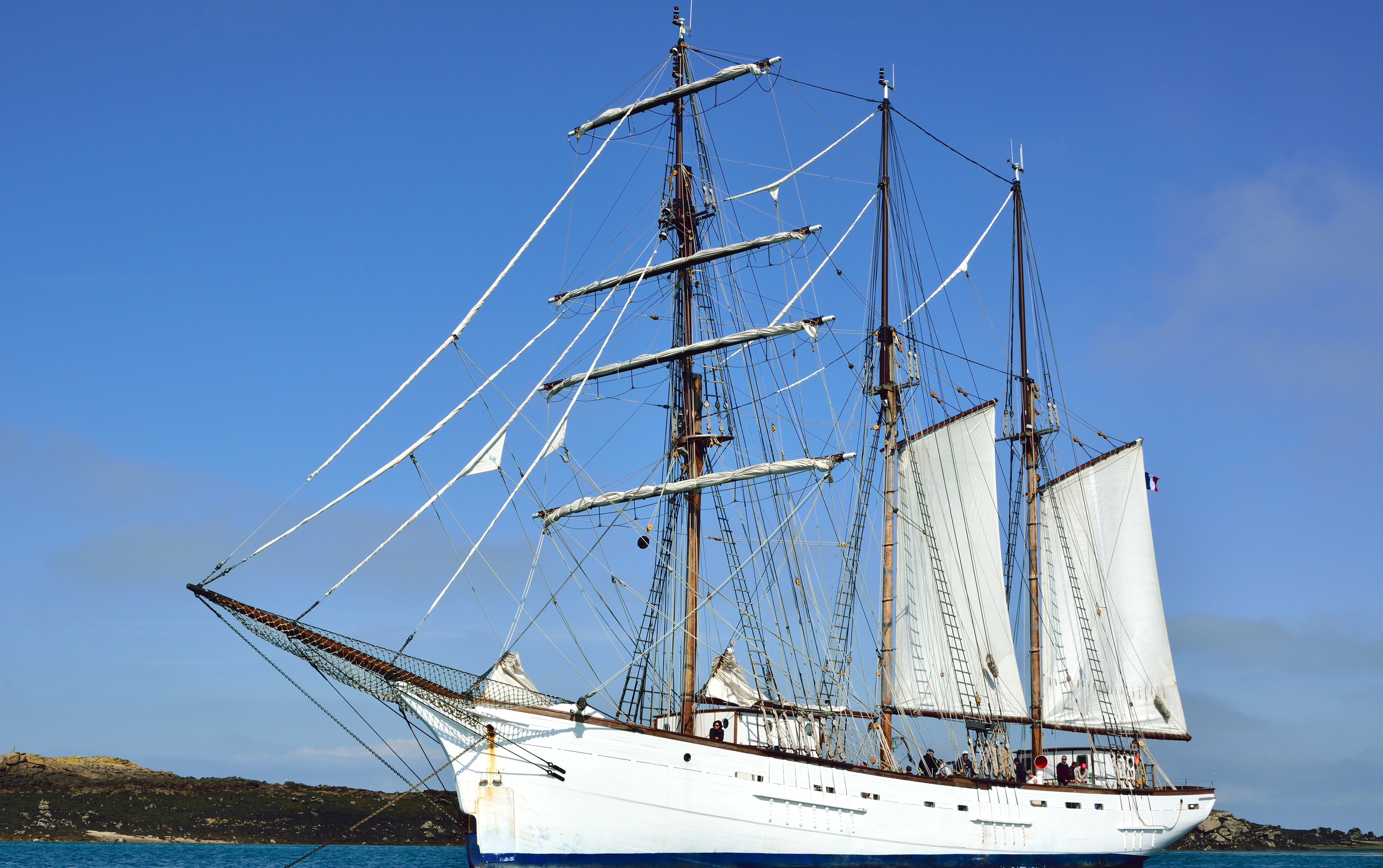
Le Marité au mouillage dans le sound (détroit) de Chausey en 2017.
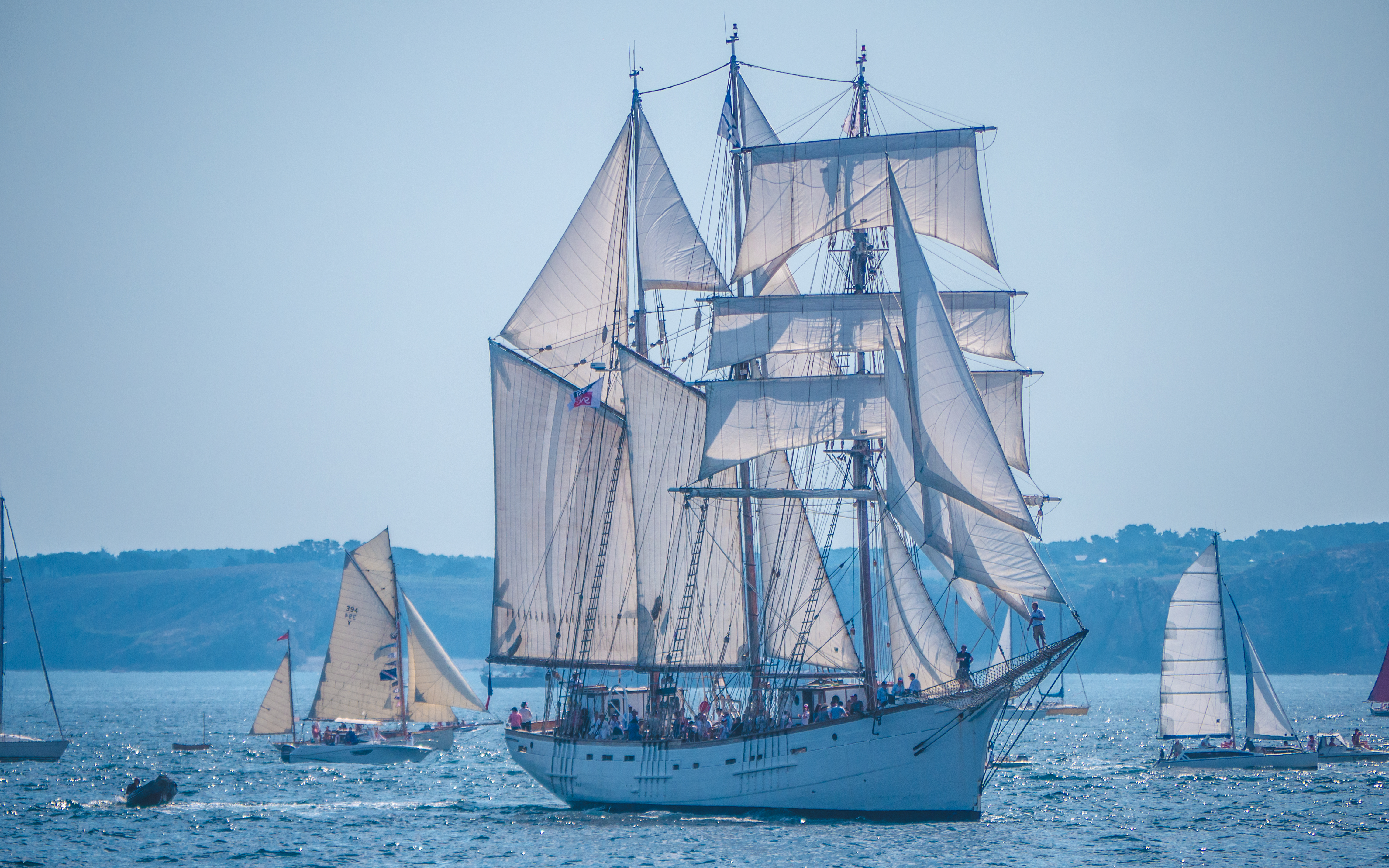
Grande parade dans le goulet de Brest en 2016.
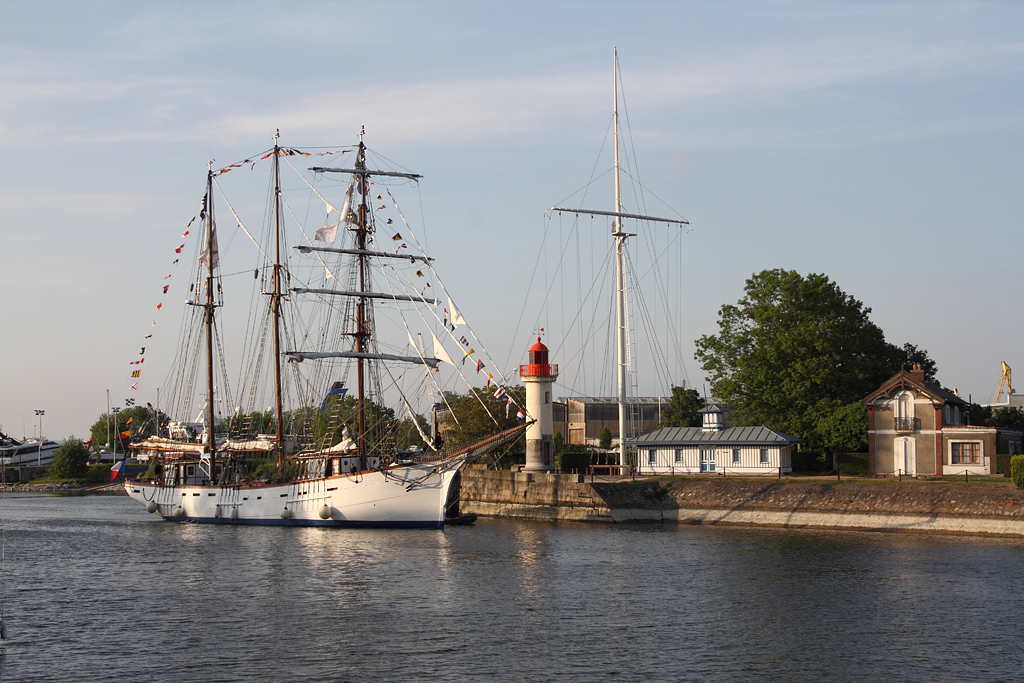
Arrivée du Marité dans le port de Honfleur.
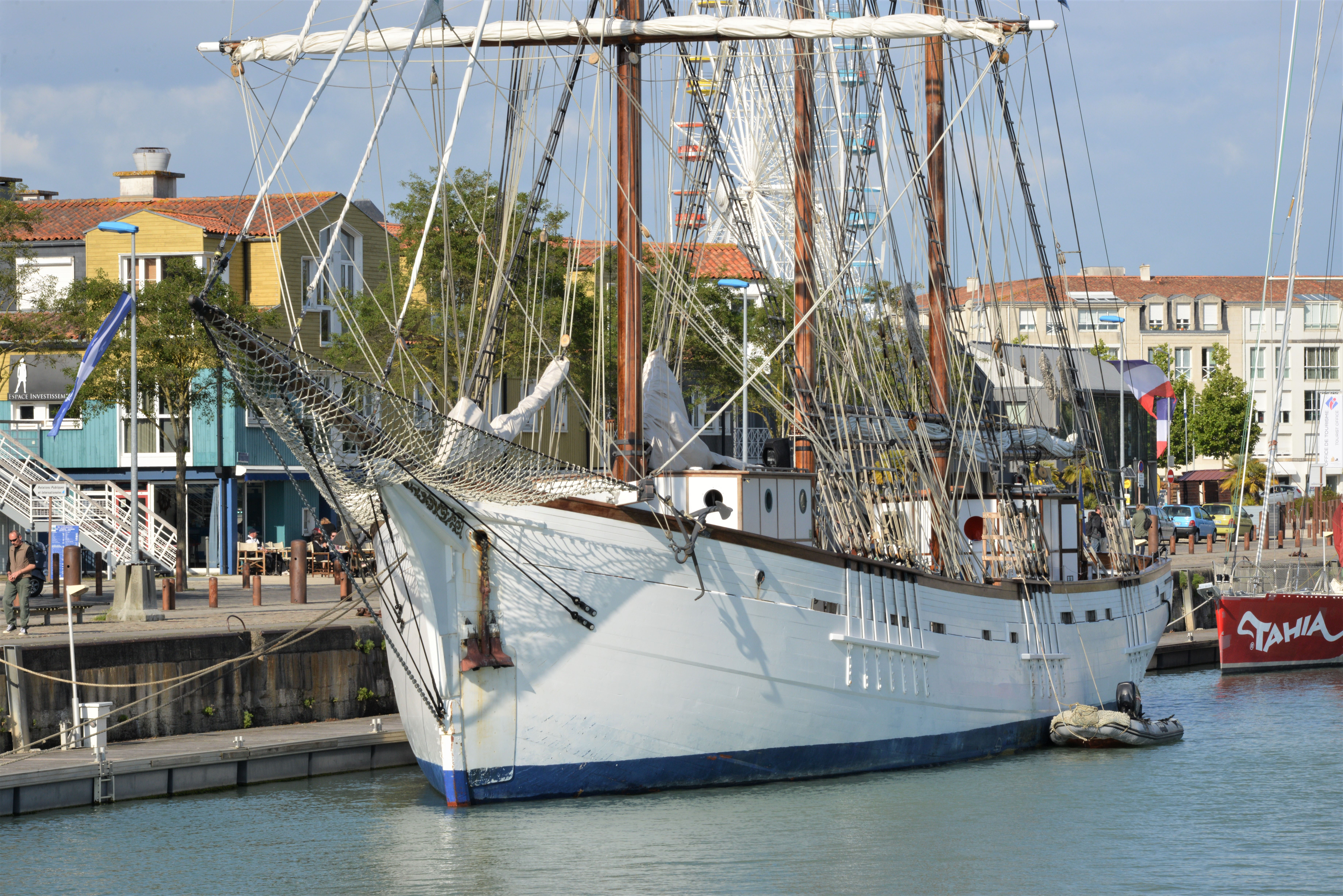
La Goélette à hunier Marité à quai lors de son escale à La Rochelle en mai 2015.
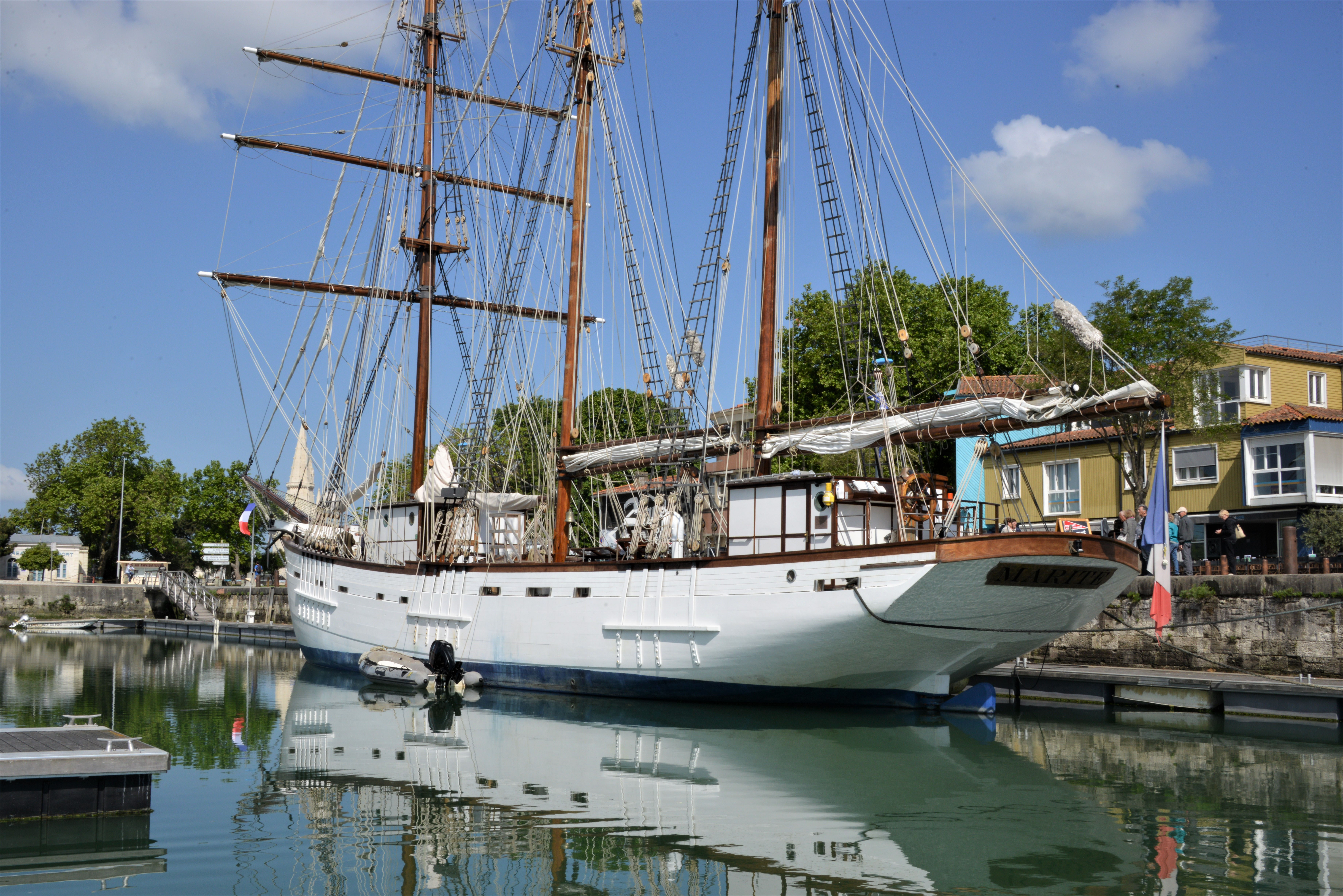
Le Marité à quai dans le bassin des Chalutiers de La Rochelle.
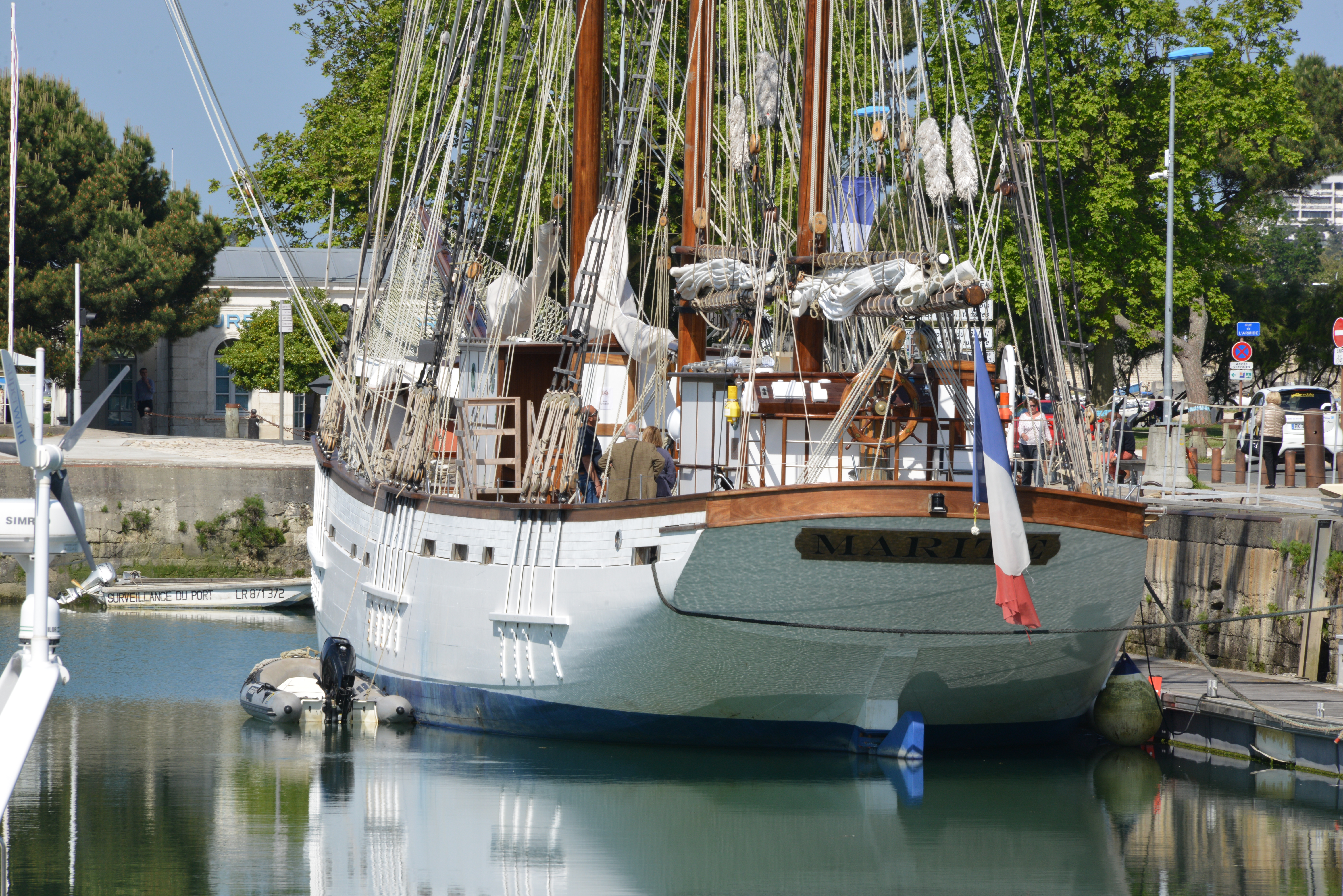
La poupe du Marité.
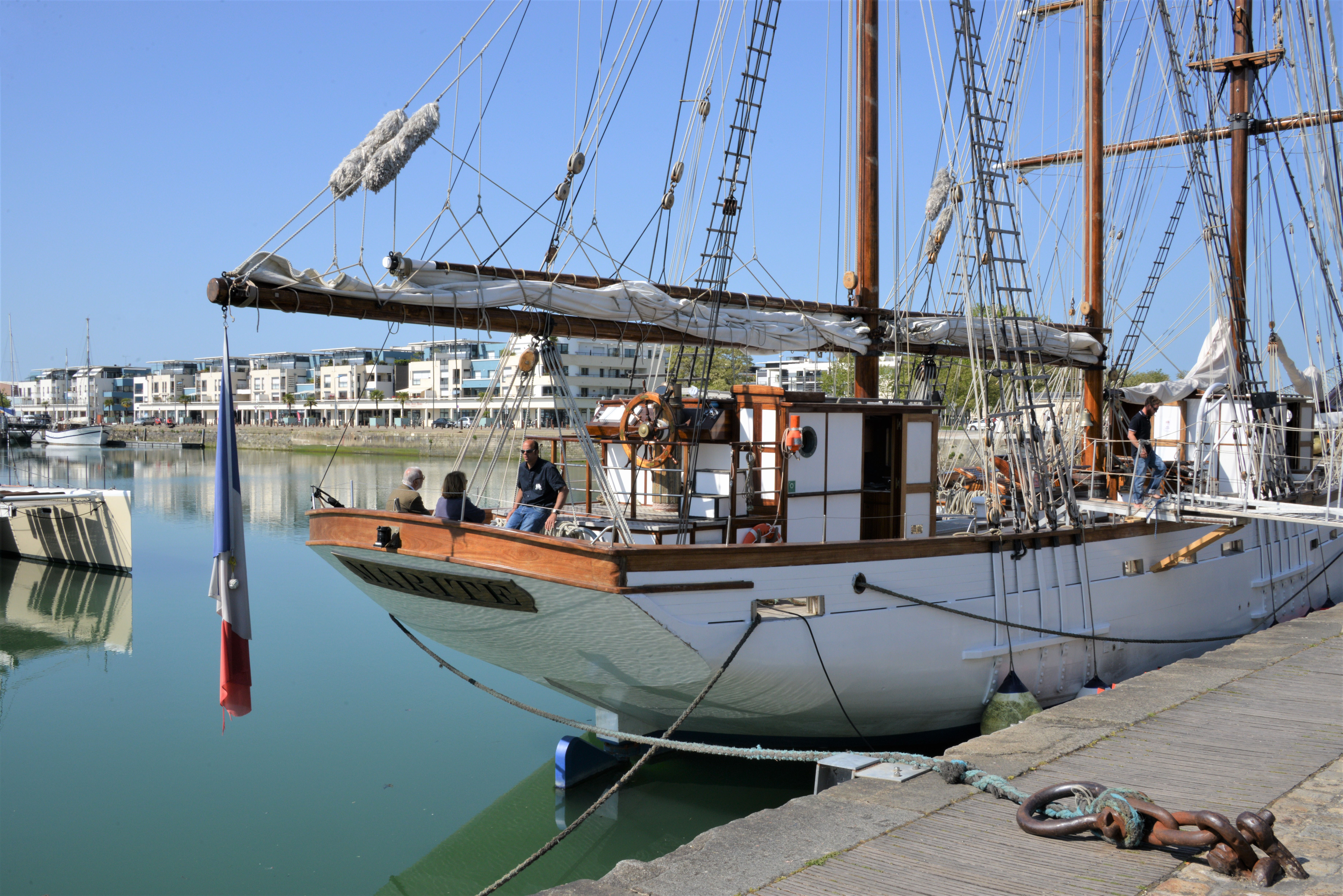
La poupe et la timonerie du Marité.
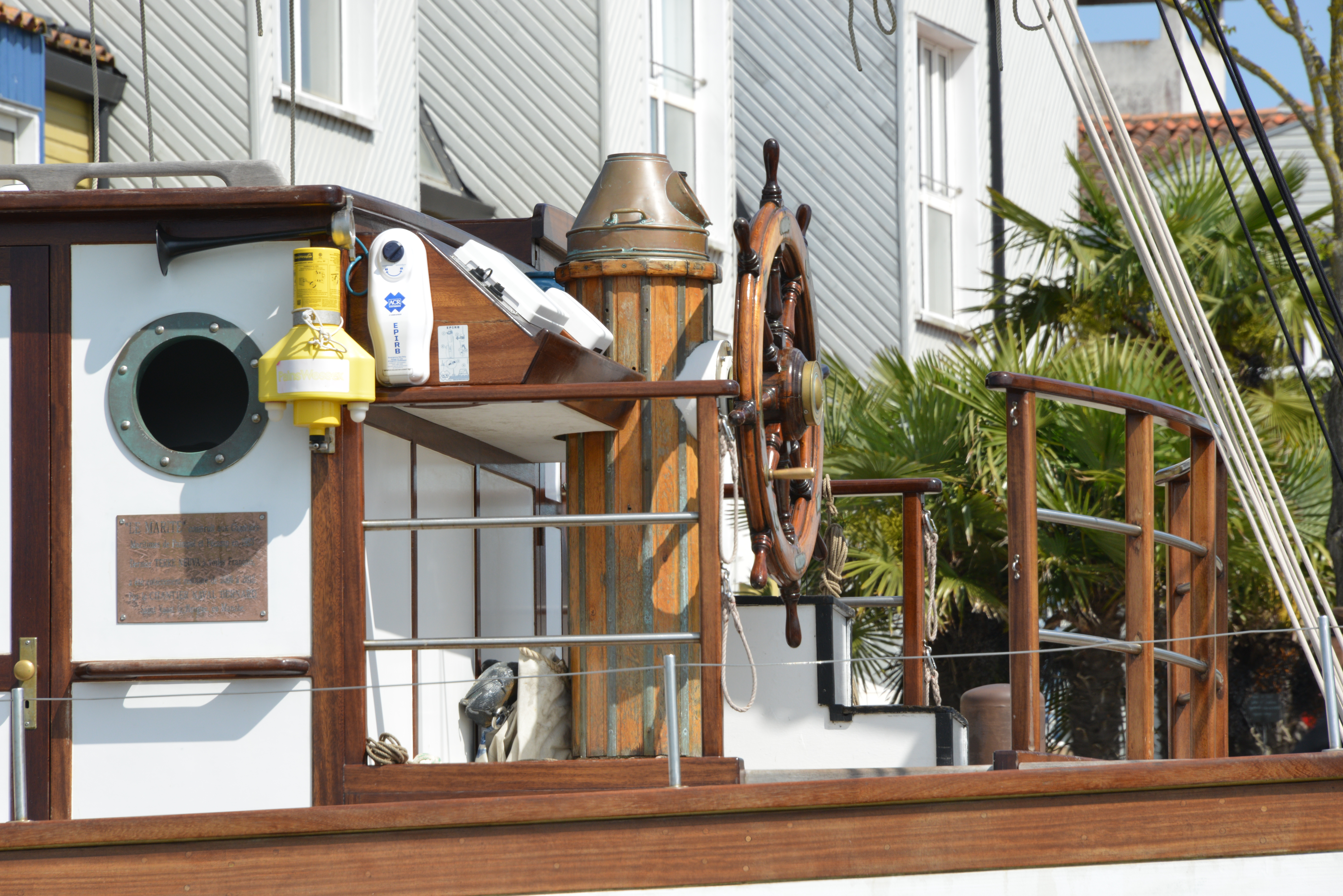
La passerelle avec la barre à roue du Marité.
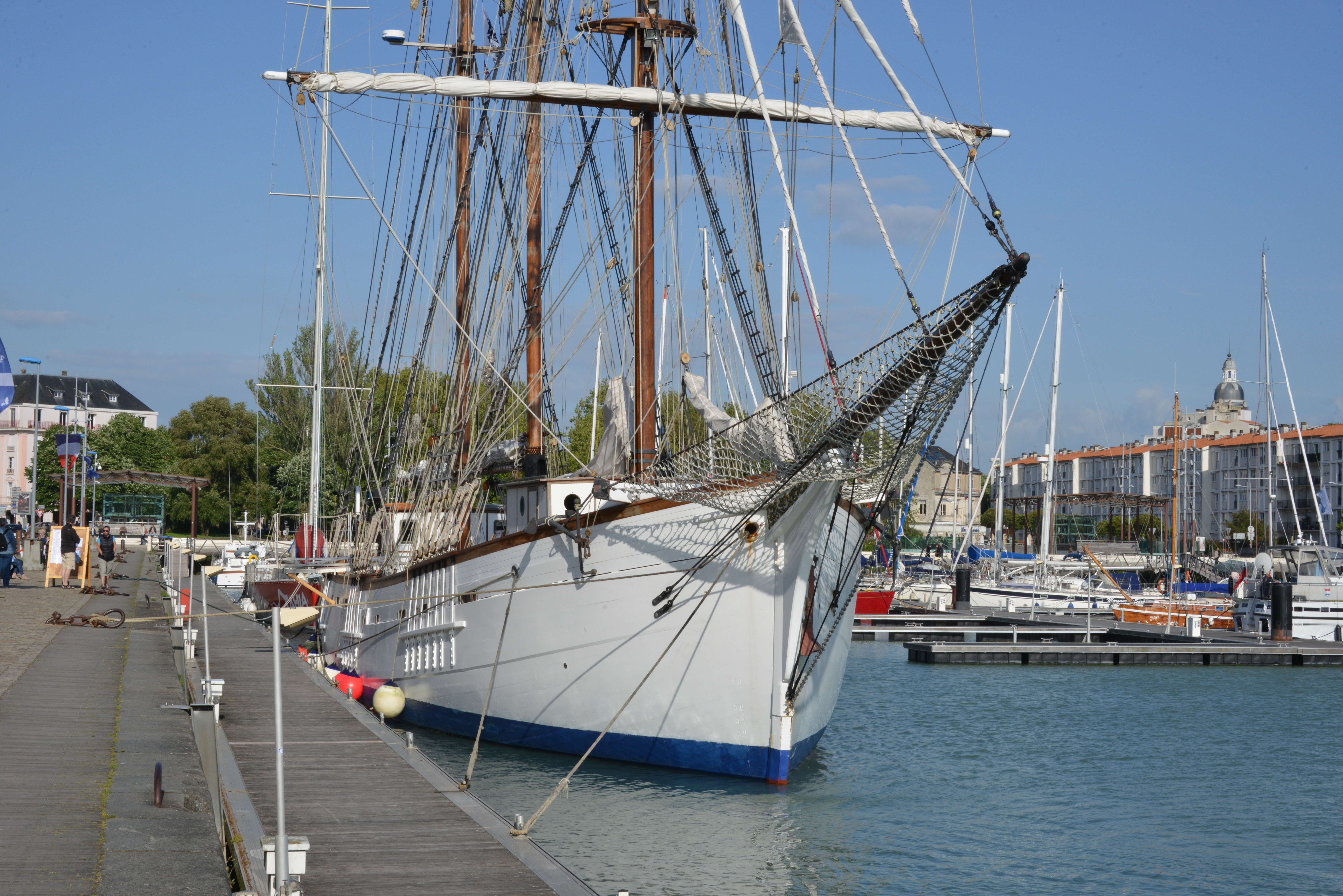
La proue du Marité.
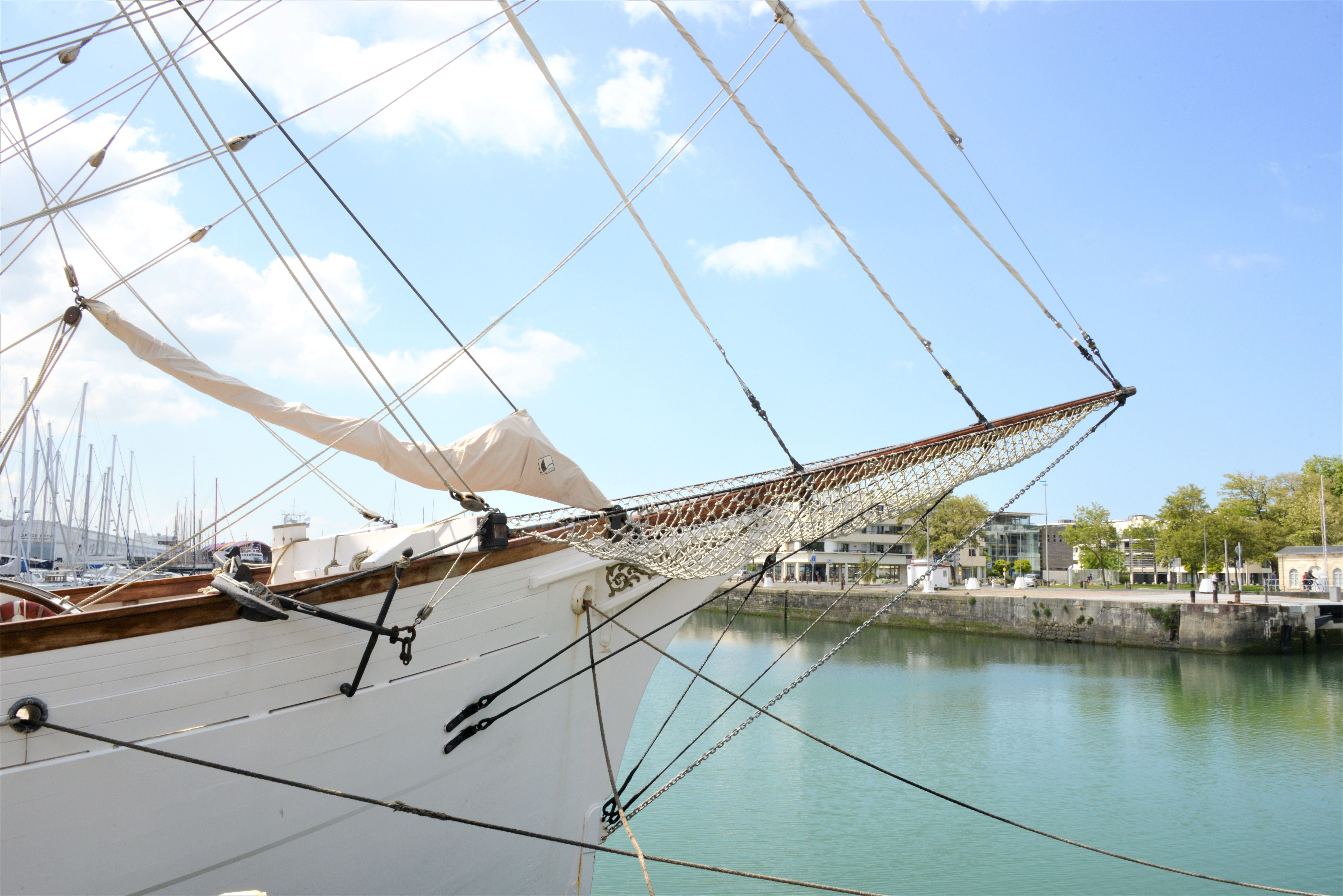
Détails de L’ancre et le beaupré du Marité.
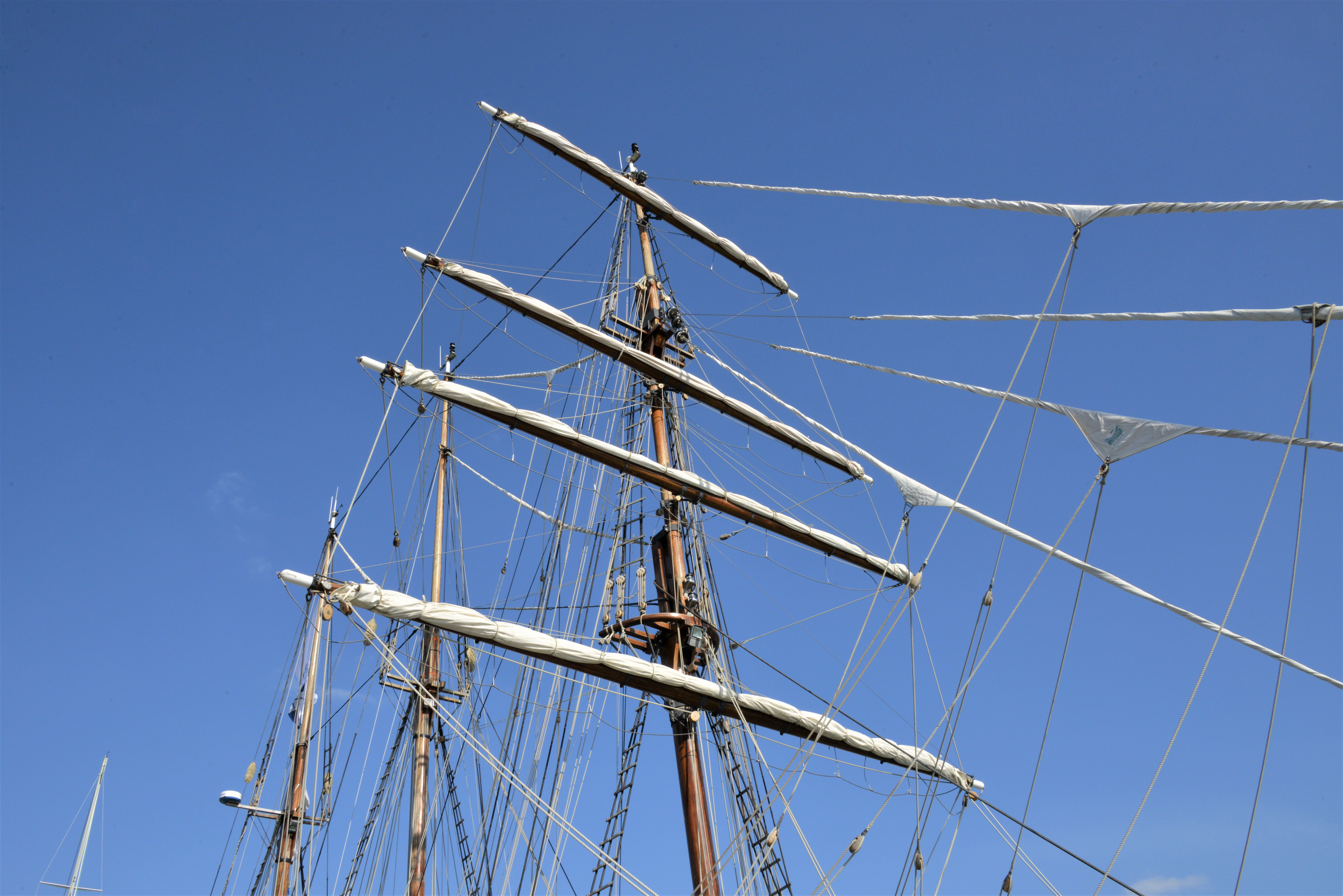
Le gréement du Marité avec les Vergues.
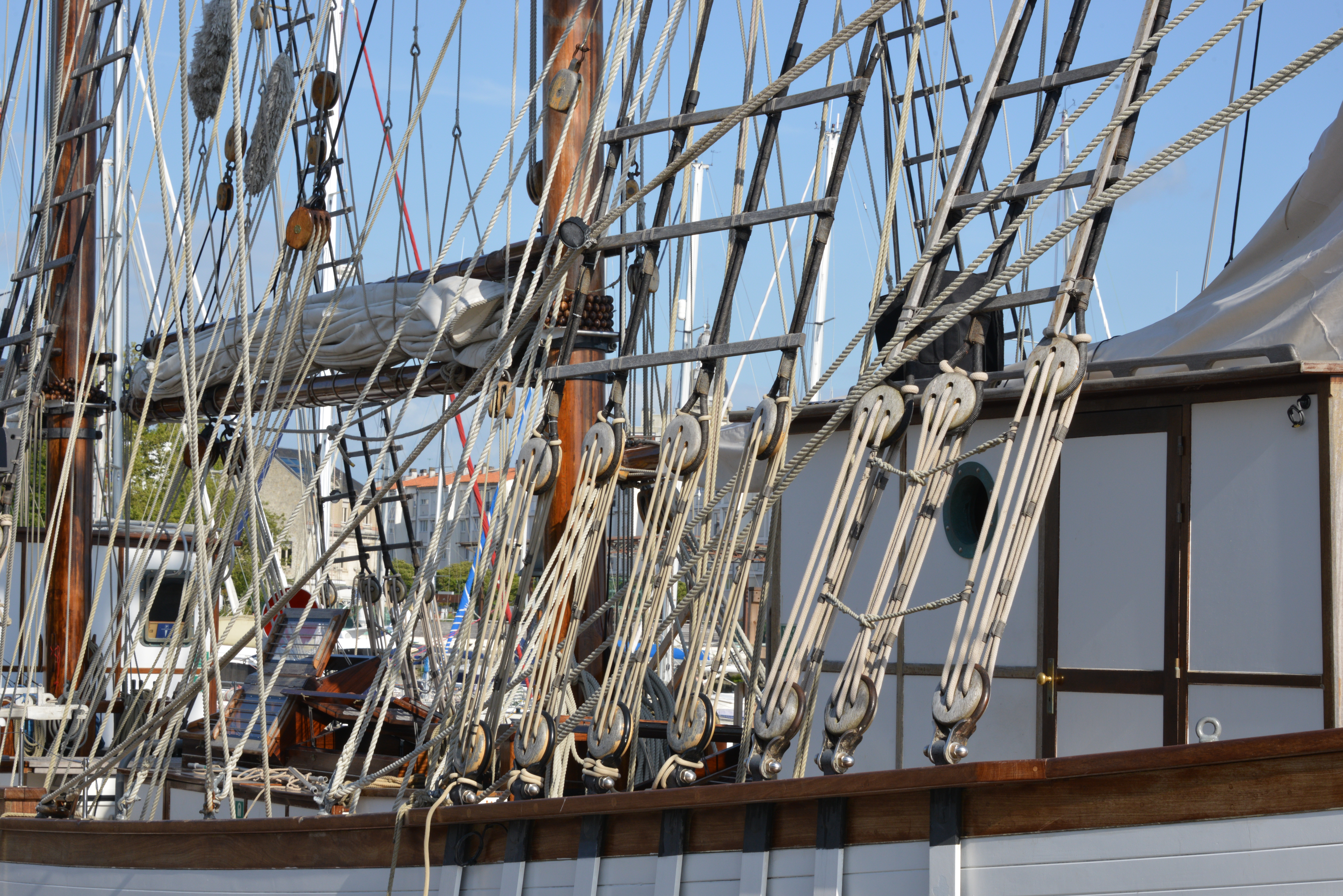
Détails de L’accastillage du Marité, écoutes, ou cordages de manœuvre, les poulies et les haubans.
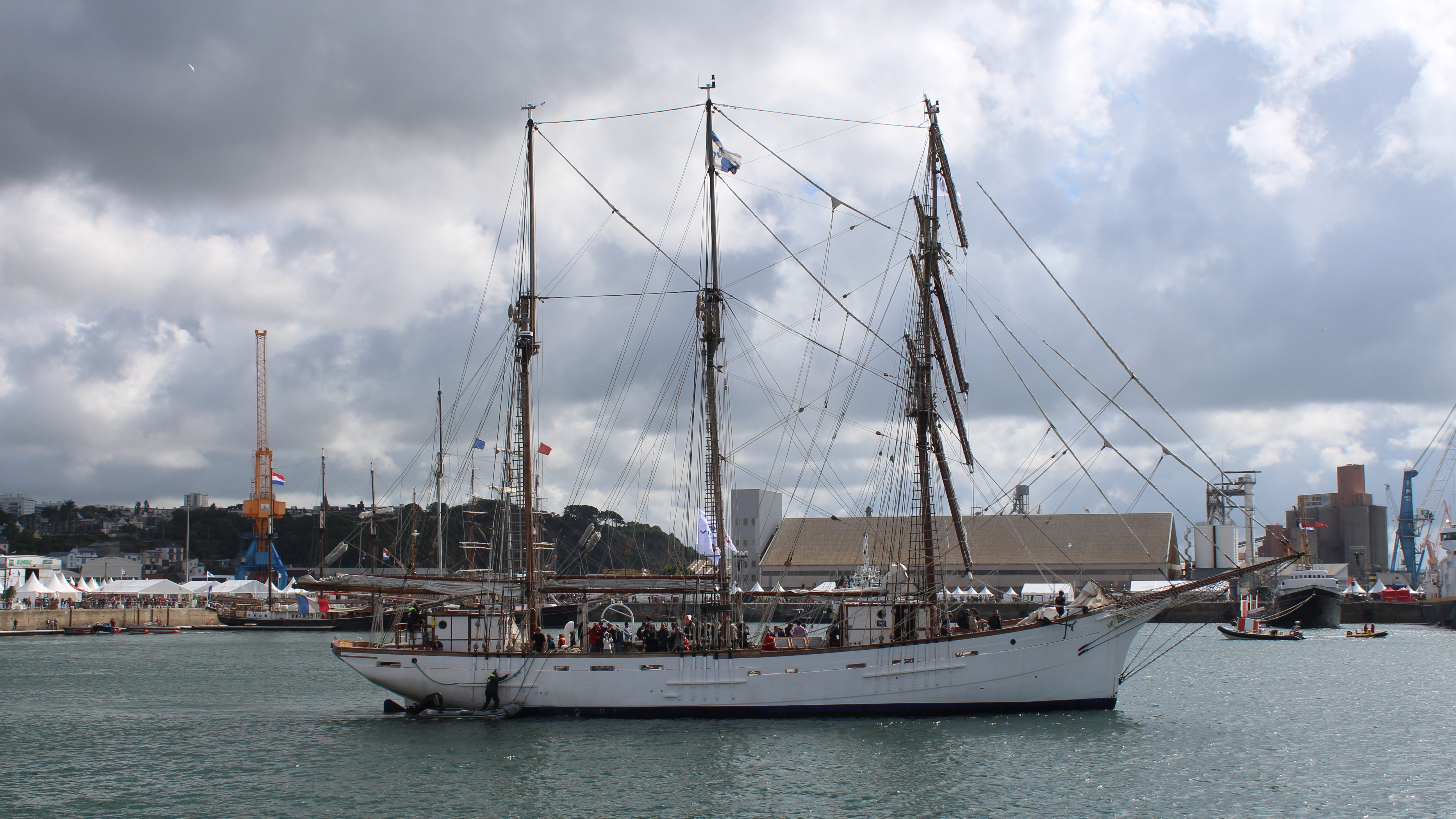
Le Marité vient d'appareiller et partir naviguer en rade de Brest.
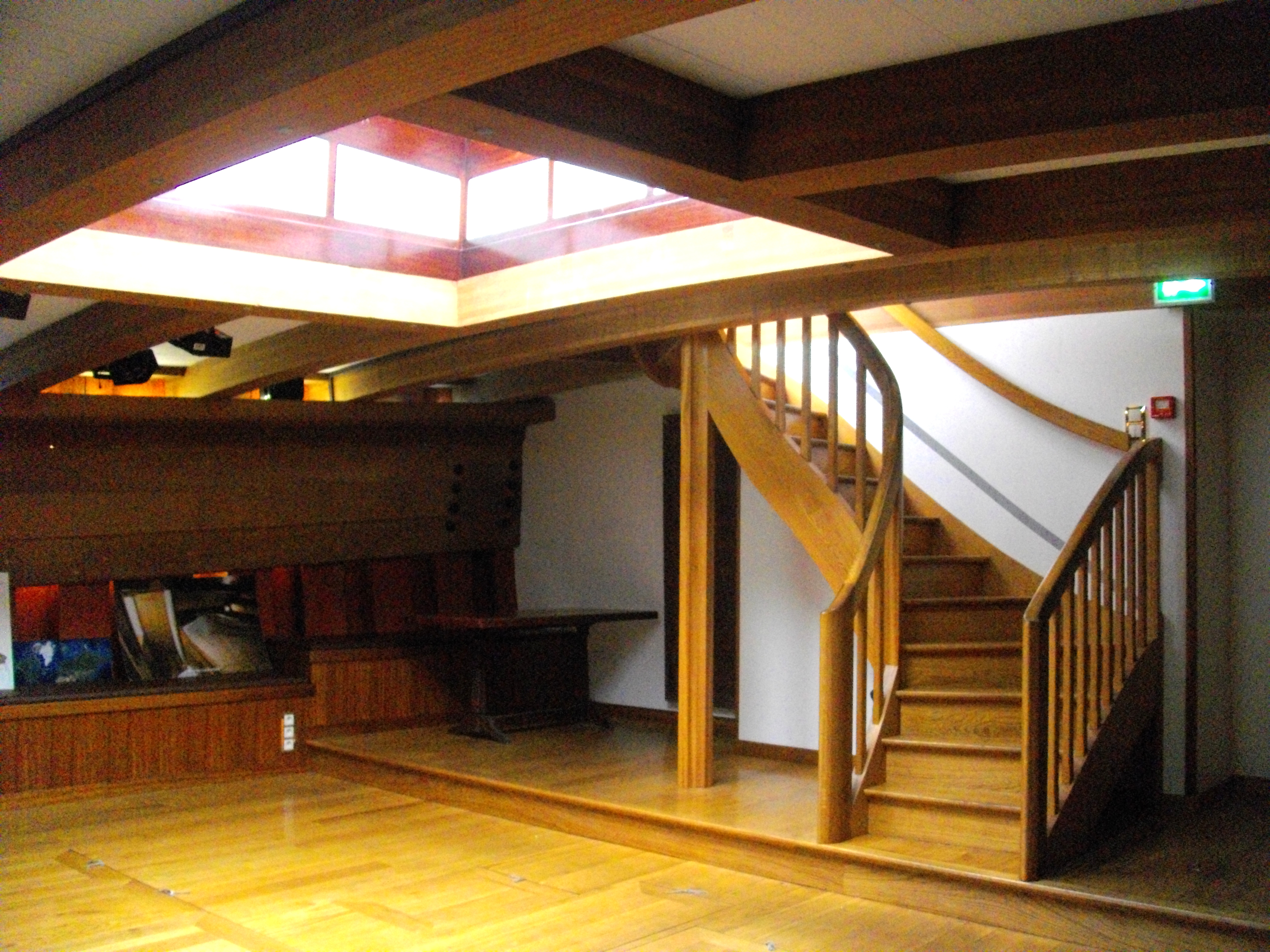
Le carré de l'équipage du Marité.
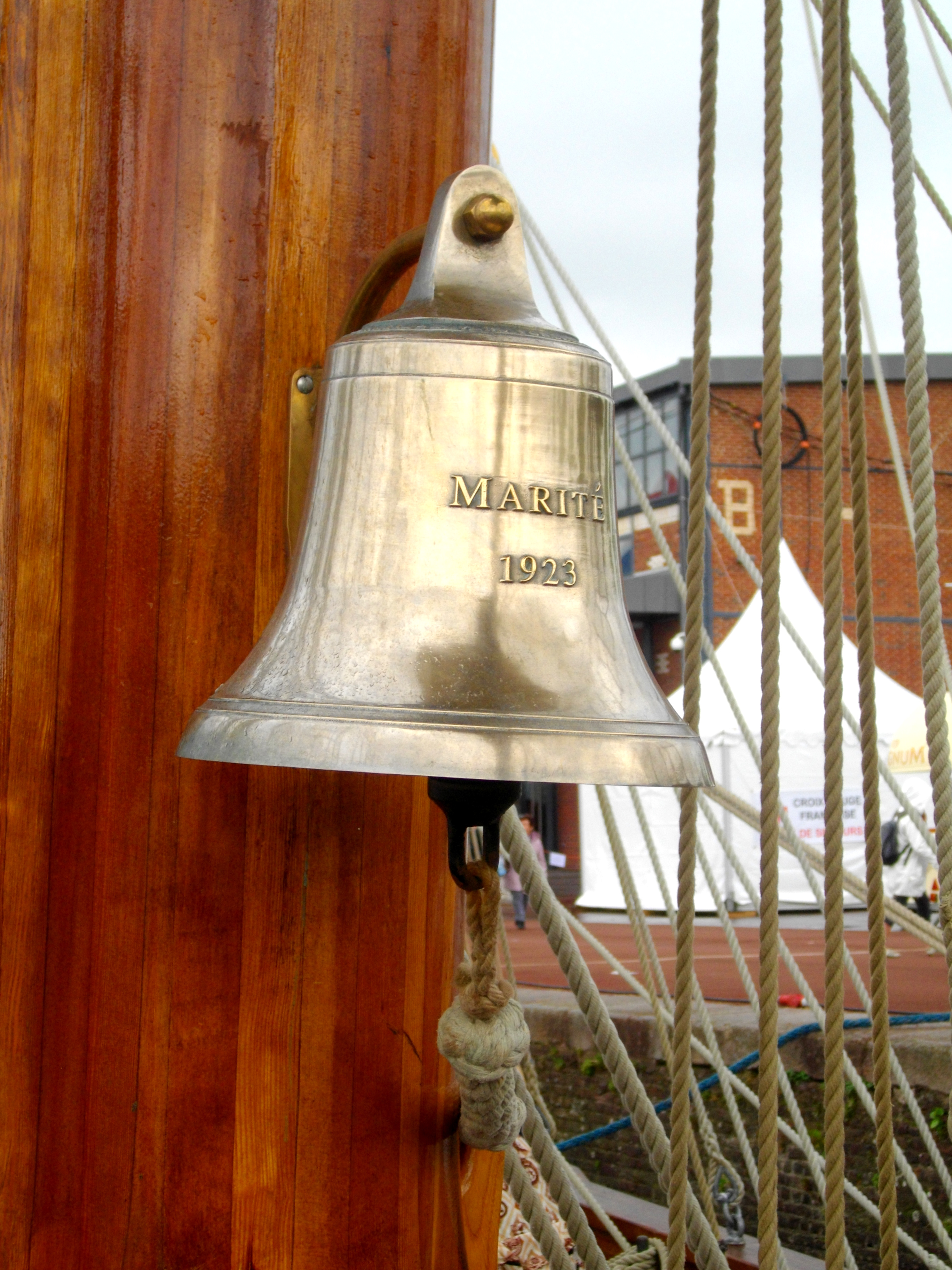
La cloche de quart du Marité.

## Notes et références

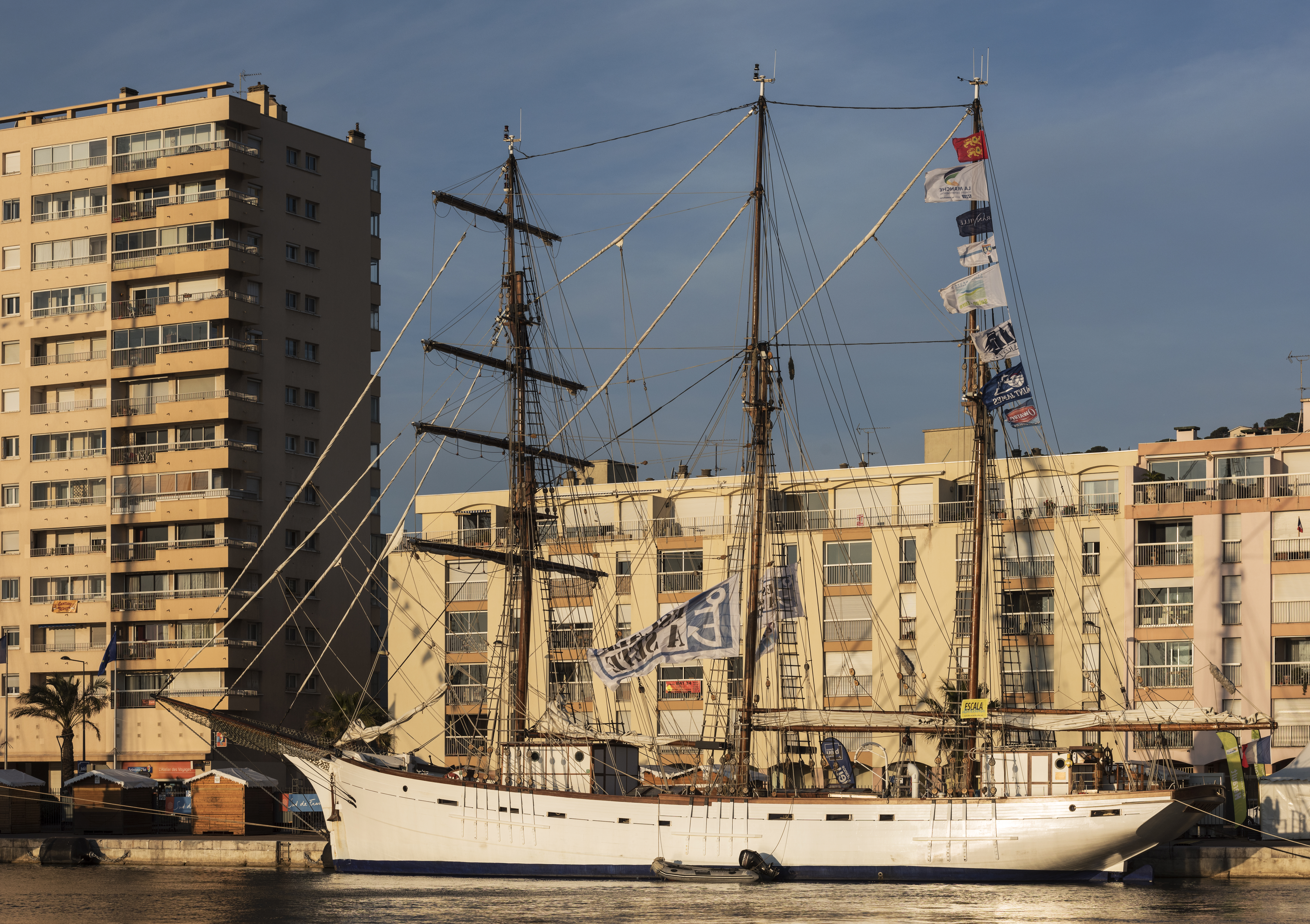
Le Marité lors de son Escale à Sète en 2016.